# 1537 Transylvania
Transylvania (asteróide 1537) é um asteróide da cintura principal com um diâmetro de 13,77 quilómetros, a 2,1186725 UA. Possui uma excentricidade de 0,3038492 e um período orbital de 1 939,25 dias (5,31 anos).
Transylvania tem uma velocidade orbital média de 17,07310372 km/s e uma inclinação de 3,86127º.
Esse asteróide foi descoberto em 27 de Agosto de 1940 por G. Strommer.